# Display advertising

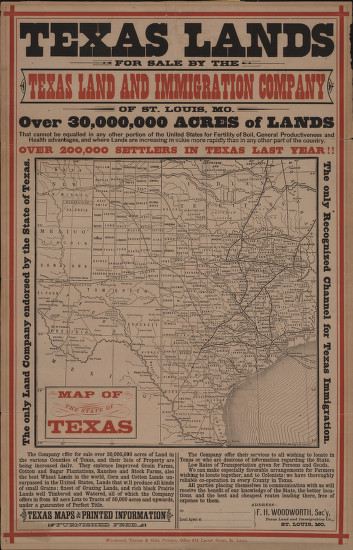
Pubblicità dal XX secolo

La display advertising è una forma di pubblicità grafica online che utilizza banner, testo, immagini, video e audio, all'interno di un contenuto di interesse dell'utente in cui promuovere un prodotto/servizio.

## Descrizione
I formati rientrano in 4 grandi categorie: 
- Banner e buttons
- Pop-up e pop-under
- Rich Media
- Interstitial e Superstitial

Non sempre campagne display sono efficaci; un modo per cercare di aumentarne l'efficacia è quello di fare una buona pianificazione degli spazi in modo da intercettare il target. Per questo risulta importante il ruolo del centro media. Nella fase di implementazione del piano, si apre una negoziazione/collaborazione con le concessionarie per acquistare degli spazi pubblicitari. Importante in questo caso avere una conoscenza dei siti dei portali e del tipo di audience che raccolgono, al fine di investire il budget in modo mirato. Le concessionarie vendono gli spazi in concessione: siti, portali, social network, community. La campagna viene costantemente monitorata attraverso strumenti di tracking specifici. La misurazione e vendita degli spazi viene effettuata per impression o CPM (cost per mille impression), tale dato rappresenta la visualizzazione del banner da parte dell'utente. 
Il click through rate (CTR) rappresenta il numero di click da parte dei visitatori del sito sul banner o link in generale, ma solo se questi hanno poi realmente raggiunto il contenuto richiesto e linkato nella pubblicità. L'efficacia di una campagna si misura perciò con il click rate (CR), cioè il rapporto percentuale tra il numero di Impression erogate di un Ad e il numero di AdClick sullo stesso.